# غابرييل ميليتين
جبرائيل المليتي (بالإنجليزية: Gabriel of Melitene)‏ (1 يناير 1055 - 1 يناير 1103 )، كان حاكم مليتين ووالد مورفيا دي ميليتين ، ملكة القدس، التي كانت سيدة مليتين خلال الحملة الصليبية الأولى.